# Jekerdal
Jekerdal est un quartier la commune de Maastricht, dans la province du Limbourg néerlandais.

## Géographie
Le quartier est délimité par la rivière Geer et de la réserve de la vallée du Geer à l'ouest, le quartier de Sint-Pieter au sud, le quartier de Villapark à l'est et le quartier Jekerkwartier au nord.
Jekerdal, Sint-Pieter et Villapark sont souvent confondus et parfois désignés, dans leur ensemble, par le nom de Sint-Pieter. Cet amalgame n'est cependant pas correct.

## Sources
- (nl) Cet article est partiellement ou en totalité issu de l’article de Wikipédia en néerlandais intitulé « Jekerdal (wijk) » (voir la liste des auteurs).

## Compléments